# Сен-Жак-де-Бла
Сен-Жак-де-Бла (фр. Saint-Jacques-des-Blats, окс. Sant Jaume dels Blats) — коммуна во Франции, находится в регионе Овернь. Департамент — Канталь. Входит в состав кантона Вик-сюр-Сер. Округ коммуны — Орийак.
Код INSEE коммуны — 15192.
Коммуна расположена приблизительно в 430 км к югу от Парижа, в 90 км южнее Клермон-Феррана, в 26 км к северо-востоку от Орийака.

## Население
Население коммуны на 2008 год составляло 321 человек.
| 1962 | 1968 | 1975 | 1982 | 1990 | 1999 | 2008 |
| ---- | ---- | ---- | ---- | ---- | ---- | ---- |
| 512  | 459  | 395  | 387  | 352  | 325  | 321  |

## Экономика
В 2007 году среди 203 человек в трудоспособном возрасте (15—64 лет) 156 были экономически активными, 47 — неактивными (показатель активности — 76,8 %, в 1999 году было 72,5 %). Из 156 активных работало 149 человек (84 мужчины и 65 женщин), безработных было 7 (4 мужчин и 3 женщины). Среди 47 неактивных 12 человек были учениками или студентами, 22 — пенсионерами, 13 были неактивными по другим причинам.

## Фотогалерея

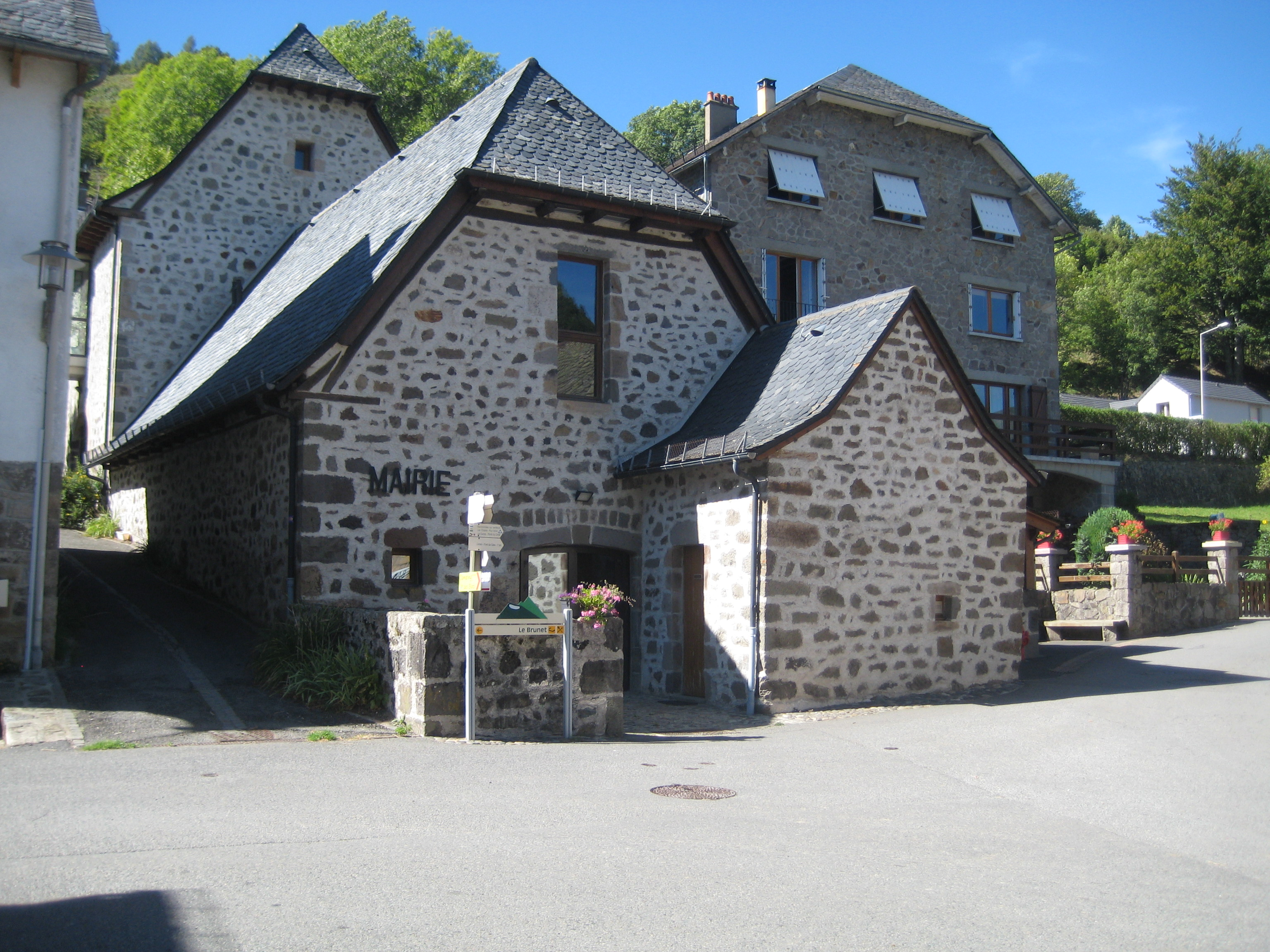
Мэрия
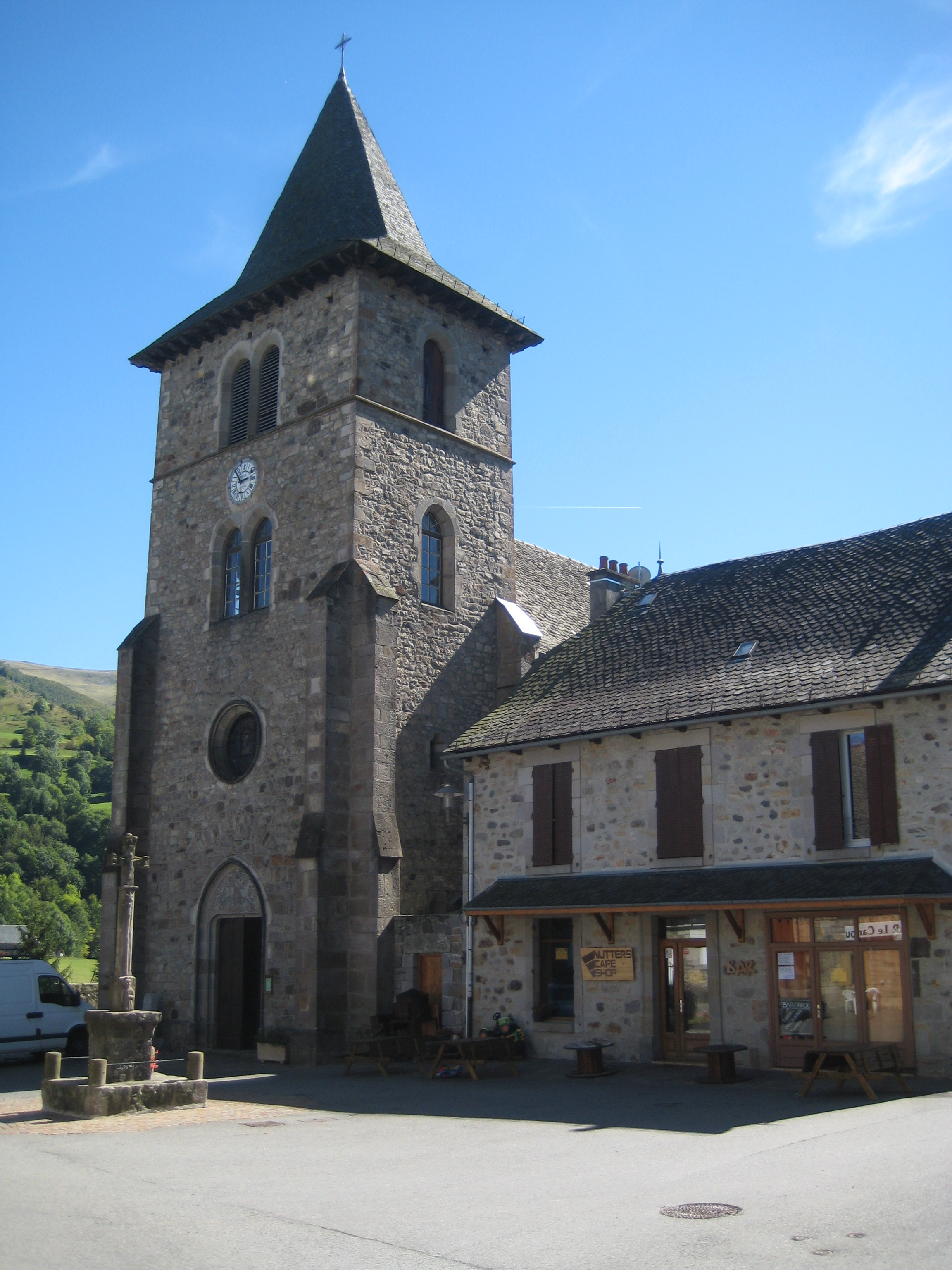
Церковь
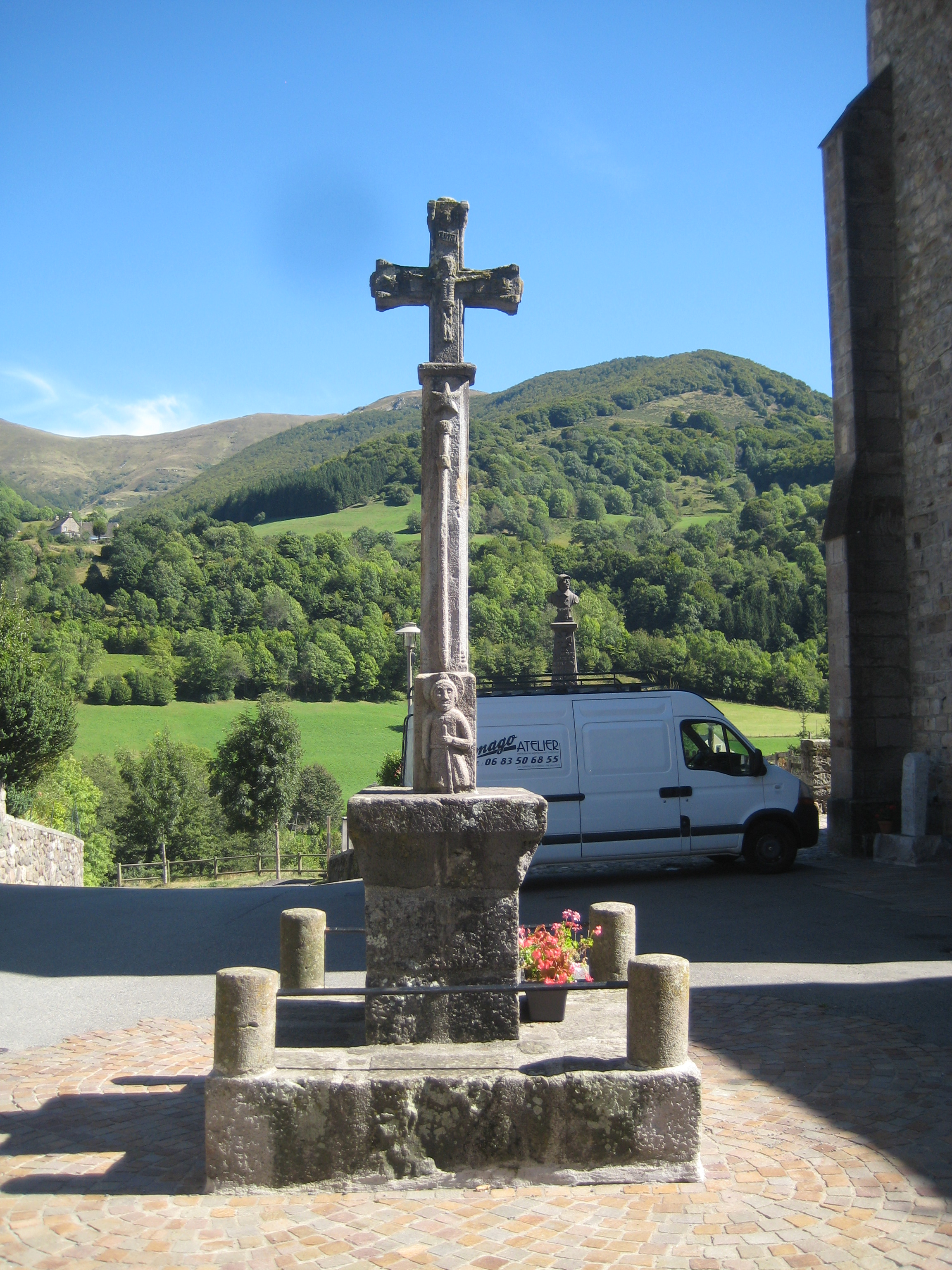
Крест
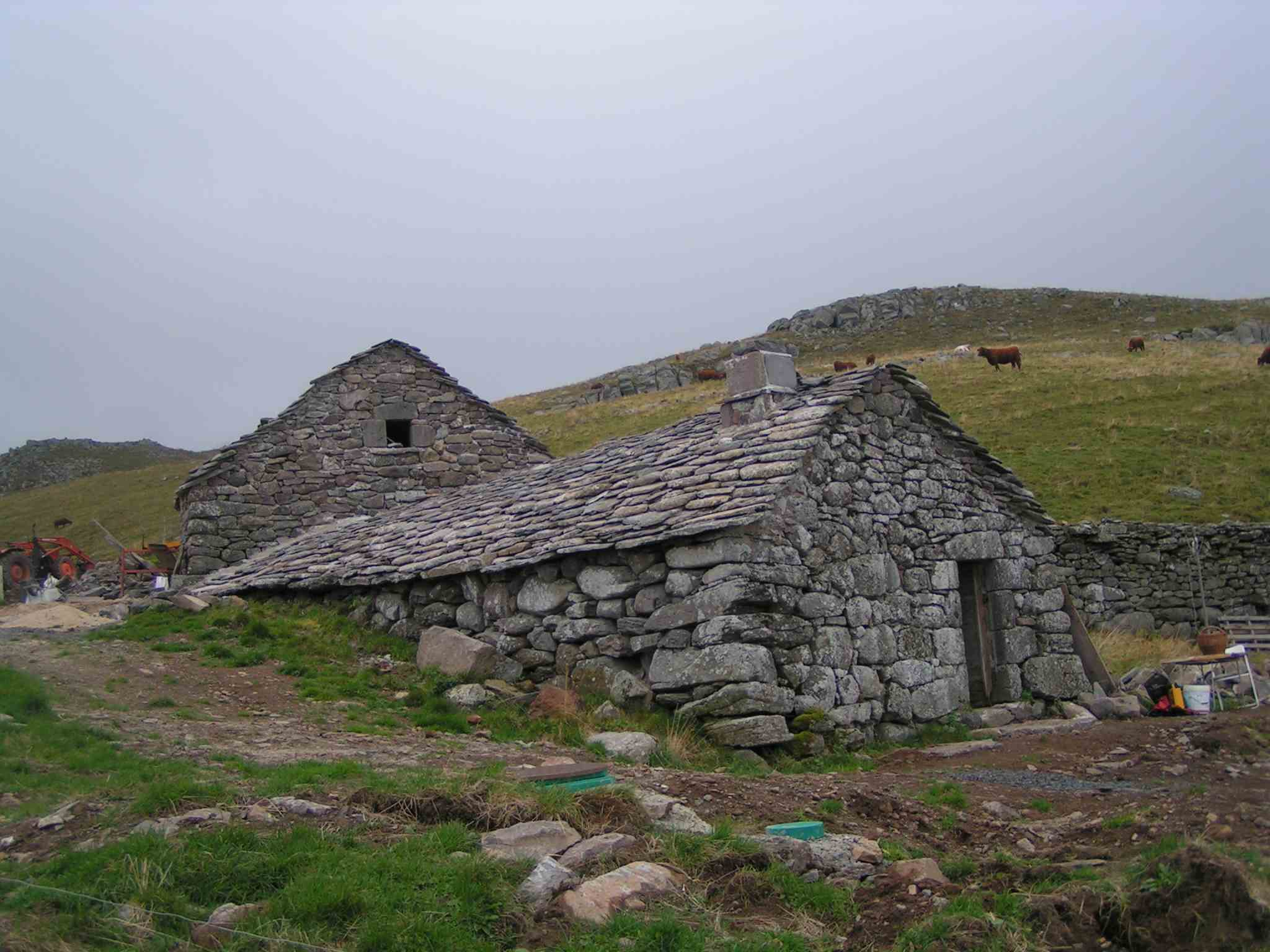
Пастушья хижина